# Tynged
Un tynged ("fatalité, destin", tynghedau au pluriel) est l'équivalent gallois du geis irlandais. C'est un interdit, déclaré par la parole, et pouvant entrainer de grands malheurs s'il est enfreint par la personne visée. L'exemple le plus célèbre est celui lancé par Arianrhod à son fils Lleu Llaw Gyffes dans la quatrième branche des Mabinogion, celui de Math fab Mathonwy.